# 1978 CK
1978 CK är en asteroid i huvudbältet som upptäcktes den 2 februari 1978 av den amerikanska astronomen James B. Gibson vid Palomar-observatoriet.
Asteroiden har en diameter på ungefär 15 kilometer.